# Johnny Forsell
John "Johnny" Forsell, född 12 juni 1939 i Helsingfors, död 10 mars 1988 i Helsingfors, var en finländsk sångare.

## Biografi
Forsell föddes i en musikalisk familj. Hans farfar, John Forsell, var en känd svensk operasångare, som också sångundervisade Jussi Björling. Forsells far, Björn Forsell, var känd operasångare och modern, Birgit Kronström, var filmstjärna under 1930- och 1940-talen. Johnny Forsell började som musiker i skolan, då han som sångare och trummis ingick i ett skoldansband. Karriären som yrkessångare började med medlemskap i Erkki Junkkarinens orkester. Skivkontrakt skrevs med Decca och den första singeln var O sole mio. 
Under hösten 1960 medverkade Forsell i filmen Tähtisumua. 1962 deltog Forsell i Eurovision Song Contest med Anna Angelina och året därpå med Kaikessa soi blues. Skivkontraktet med Decca bröts 1964 och Forsell fortsatte som sångare i bland annat Dallapé. Under 1970-talet återvände Forsell med skivinspelningar. Forsell övergick sedan till arbetet vid den restaurang, vilken modern grundat. Forsell avled 1988 efter en tids sjukdom.